# 플로리안 카인츠
플로리안 카인츠(독일어: Florian Kainz, 1992년 10월 24일 ~ )는 오스트리아의 축구 선수이며 현재 소속팀은 1. FC 쾰른이다. 주로 왼쪽 윙어 포지션에서 플레이 하며, 종종 공격형 미드필더 포지션도 소화한다.

## 클럽 경력
2000년부터 SK 슈투름 그라츠 유소년 팀에서 성장한 카인츠는 2009년부터 SK 슈투름 그라츠의 2군팀에서 플레이 했으며, 2010년 8월 13일 SV 호른과의 컵 경기에서 1군 데뷔 경기를 치렀으며. 8월 19일 유벤투스와의 유로파 리그 경기에서 유럽 클럽간 대회 데뷔 경기를 치른다. 
 이후 2014년까지 꾸준히 활약한 카인츠는 같은해 7월 22일 SK 라피트 빈으로 이적한다. SK 라피트 빈에서도 꾸준히 좋은 활약을 펼쳤는데, 특히 오스트리아 분데스리가 2015-16시즌에는 리그와 컵, 유럽 클럽별 대항전 등을 모두 합쳐 48경기에 출장하여 11골 21어시스트를 기록하는 놀라운 활약을 보였다. 
그런 활약에 힘입어 2016년 독일 분데스리가의 SV 베르더 브레멘으로 이적한다.

## 국가대표 경력
2010년 카인츠는 러시아 U-19 팀과의 경기에서 오스트리아 U-19 소속으로 국가대표 데뷔 경기를 치렀다. 1년후인 2011년부터는 오스트리아 U-21대표팀의 멤버로 수차례 발탁되어 오스트리아를 대표하여 플레이 했으며, 2015년 11월 17일 스위스와의 친선 경기에서 성인 대표팀 선수로서 A매치 데뷔를 했다.